# Morgenstedet
Morgenstedet er en vegetarisk restaurant beliggende på Christiania. Stedet drives som en forening af frivillig arbejdskraft.
Til forskel fra mere traditionelle restauranter bærer Morgenstedet mere præg af kantine. Der er 2-3 varme retter hver dag, samt suppe og salater. Indendørs er der blot 3 borde med plads til henholdsvis ca. 4, 8 og 10 mennesker, hvis man spiser der alene eller sammen med en anden deler man et af de lange borde. Udendørs er der indtil flere borde men det er ikke overdækket så dér er man overladt til elementernes vilje.